# کویست
کویست (انگلیسی: Qwest) شرکت مخابرات آمریکایی بود، که در زمینه ارائه خدمات مخابرات بی‌سیم، دسترسی به اینترنت و خدمات اینترنتی، خط اشتراک دیجیتال، سرویس‌های تلویزیون دیجیتال و ارائه خدمات صدا و دیتا ستون فقرات اینترنت و تماس تلفنی راه‌دور در ایالت‌های غربی آمریکا فعالیت می‌نمود. شرکت کویست در سال ۱۹۹۶ توسط فیلیپ آنشوتس بعنوان شرکت تابعه اسپرینت راه‌اندازی شد و در سال ۲۰۱۱ در پی خریداری سپس ادغام در شرکت سنچری‌لینک، منحل گردید. 